# Aek Goti (Barumun Tengah)
Aek Goti is een bestuurslaag in het regentschap Padang Lawas van de provincie Noord-Sumatra, Indonesië. Aek Goti telt 139 inwoners (volkstelling 2010).